# Liberty Bar
Liberty Bar (titolo orig. francese Liberty Bar), pubblicato in precedenza in Italia col titolo Maigret al Liberty Bar,  è un romanzo poliziesco di Georges Simenon con protagonista il commissario Maigret, il diciassettesimo della serie col celebre personaggio.
L'autore belga lo scrisse presso la tenuta La Richardière di Marsilly, in Francia, nel maggio del 1932 e pubblicato subito in libro a luglio presso l'editore Arthème Fayard.

## Trama

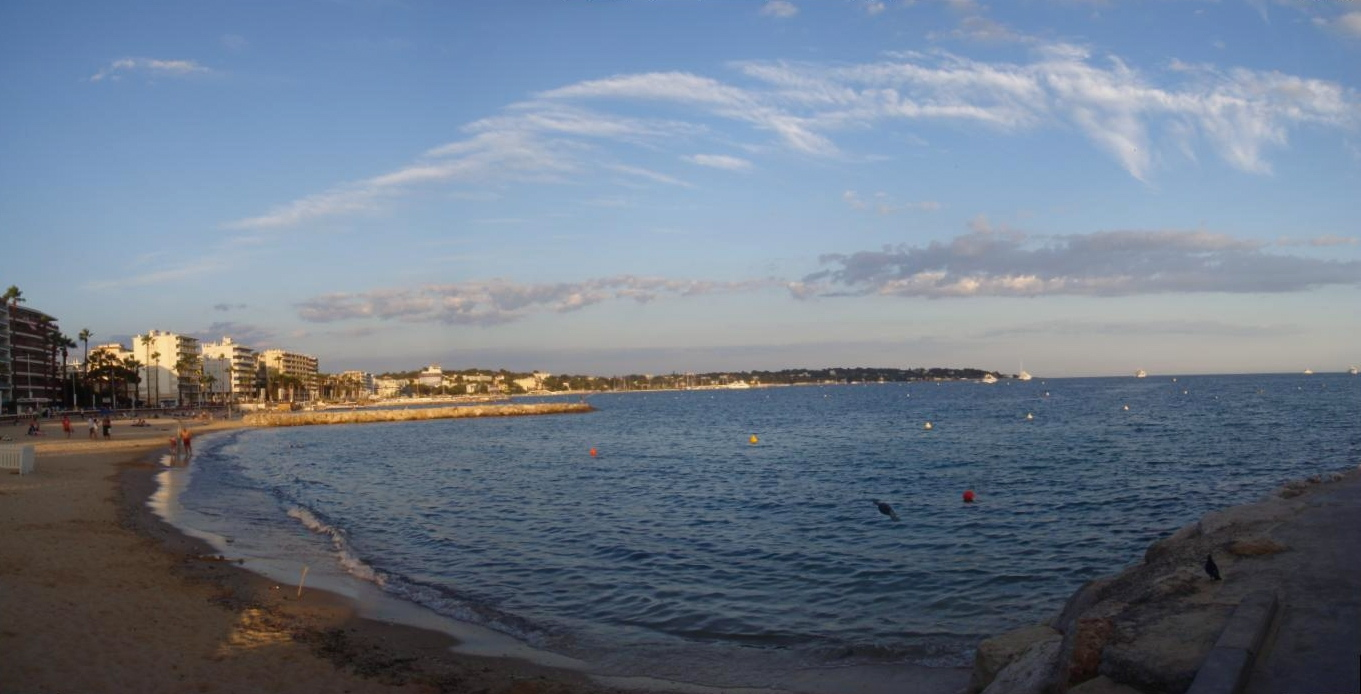
Costa Azzurra

Il commissario Maigret viene inviato ad Antibes, sulla Costa Azzurra, per indagare, con la massima cautela, sul caso dell'omicidio di William Brown, un australiano che aveva militato nei Servizi segreti durante la I^ guerra mondiale (nella Resistenza francese negli adattamenti moderni). In riviera Maigret scopre che Brown aveva vissuto in una villa malridotta assieme alla sua amante, Gina Martini, e alla madre di quest'ultima. Quasi ossessionato da questa triste vita, Brown si allontanava almeno una volta al mese da Antibes per recarsi a Cannes e rifugiarsi al Liberty Bar, un locale frequentato da ubriaconi infelici come lui, dove si giocava, si fumava e si progettava. Al ritorno da una delle sue “novene”, abbuffate alcoliche durante le quali a volte scompariva per diversi giorni, venne pugnalato a morte. Nel bar regna la vecchia ed enorme Jaja, assieme ad una giovane che ha preso sotto la sua ala protettrice, Sylvie.

## Adattamenti

### Televisione
- Film dal titolo Liberty-Bar per la regia di Jean-Marie Coldefy, trasmesso per la prima volta su RTF il 19 giugno 1960, con Louis Arbessier nel ruolo del commissario Maigret. Si tratta questa della prima (ed estemporanea) apparizione di un Maigret televisivo francese. Il film non fa parte di una serie televisiva vera e propria, per la quale bisognerà aspettare quella di successo con Jean Richard[1].
- Episodio dal titolo Liberty Bar, facente parte della serie televisiva Maigret, trasmesso per la prima volta sulla BBC il 5 dicembre 1960, con Rupert Davies nel ruolo del commissario Maigret.
- Episodio dal titolo Liberty-Bar, facente parte della serie televisiva Les enquêtes du commissaire Maigret per la regia di Jean-Paul Sassy, trasmesso per la prima volta su Antenne 2 il 10 febbraio 1979, con Jean Richard nel ruolo del commissario Maigret.
- Episodio dal titolo Maigret et le Liberty Bar, facente parte della serie televisiva Il commissario Maigret per la regia di Michel Favart, trasmesso per la prima volta il 17 ottobre 1997, con Bruno Cremer nel ruolo del commissario Maigret. In Italia l'episodio è stato trasmesso con il titolo Maigret al Liberty Bar.

### Teatro
- In Francia, fu adattato come commedia poliziesca in tre atti dal titolo Liberty Bar , messo in scena per la prima volta a Parigi il 17 ottobre 1955, per la regia di Jean Dejoux e con Jean Morel nel ruolo del commissario Maigret.

## Edizioni italiane
- Liberty Bar, traduzione di Guido Cantini, Collana Gialli economici n.12, Milano, Arnoldo Mondadori Editore, 1934.[2]
- Maigret al Liberty Bar, traduzione di Elena Cantini, Collana Il girasole. Biblioteca Economica n.105, Milano, Arnoldo Mondadori Editore, 1958.
- Maigret al Liberty Bar, traduzione di Rosalba Buccianti, Collana Oscar Gialli n.198, Milano, Arnoldo Mondadori Editore, 1989-1994.[3]
- Liberty Bar, traduzione di Ida Sassi, Collana gli Adelphi. Le inchieste di Maigret n.109, Milano, Adelphi, 1997,  p. 138, ISBN 978-88-459-1288-7.
- in  I Maigret 4, Collana Maigret, Milano, Adelphi, 2014, ISBN 978-88-459-2904-5. - nuova ed., Adelphi, 2019, ISBN 978-88-459-3376-9.